# Warren Austin

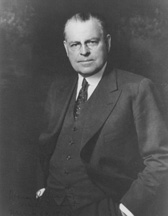
Warren Austin

Warren Robinson Austin, född 12 november 1877 i Highgate, Vermont, död 25 december 1962 i Burlington, Vermont, var en amerikansk republikansk politiker och diplomat. Han representerade delstaten Vermont i USA:s senat 1931–1946. Han var USA:s FN-ambassadör 1946–1953.
Austin utexaminerades 1899 från University of Vermont. Han studerade sedan juridik och inledde 1902 sin karriär som advokat i Vermont.
Senator Frank L. Greene avled 1930 i ämbetet och Frank C. Partridge blev utnämnd till senaten fram till fyllnadsvalet. Austin besegrade Partridge i republikanernas primärval och vann sedan fyllnadsvalet. Han omvaldes 1934 och 1940. Han avgick 1946 som senator för att tillträda som FN-ambassadör. Han efterträddes 1953 som FN-ambassadör av Henry Cabot Lodge.
Austin var kongregationalist och frimurare. Han var dessutom medlem av Cincinnatusorden, Shriners och Odd Fellows. Hans grav finns på Lakeview Cemetery i Burlington.